# Мэтисон, Мелисса
Мелисса Мэтисон (англ. Melissa Mathison; 3 июня 1950, Лос-Анджелес, Калифорния, США — 4 ноября 2015, там же) — американский сценарист и продюсер, известная как автор сценария фильма «Инопланетянин», за который была номинирована на множество престижных кинонаград, в том числе на «Оскар».

## Биография
Родилась 3 июня 1950 года в Лос-Анджелесе, окончила среднюю школу в г. Бербанк (Калифорния). С 1983 по 2004 была замужем за известным актёром Харрисоном Фордом, имела от него двоих детей, сына Малкольма Форда (род. в 1987) и дочь Джорджию Форд (род. в 1990).
Скончалась 4 ноября 2015 года, в медицинском центре Лос-Анджелеса, в возрасте 65 лет, от нейроэндокринного рака. Последней её работой стала адаптация книги Роальда Даля «Большой и добрый великан» (The BFG) для одноимённого фильма Стивена Спилберга, вышедшего в широкий прокат летом 2016 года, уже после смерти Мэтисон.

## Фильмография
| Год  | Фильм                         | Оригинальное название      | Работа              |
| ---- | ----------------------------- | -------------------------- | ------------------- |
| 1979 | • Чёрный скакун               | The Black Stallion         | сценарист           |
| 1982 | • Инопланетянин               | E.T. the Extra-Terrestrial | сценарист, продюсер |
| 1982 | • Мастер побегов              | The Escape Artist          | сценарист           |
| 1983 | • Сумеречная зона (сегмент 2) | Twilight Zone: The Movie   | сценарист           |
| 1991 | • Сын утренней звезды (ТВ)    | Son of the Morning Star    | сценарист           |
| 1995 | • Индеец в шкафу              | The Indian in the Cupboard | сценарист           |
| 1997 | • Кундун                      | Kundun                     | сценарист, продюсер |
| 2016 | • Большой и добрый великан    | The BFG                    | сценарист           |

## Награды и номинации
| Премия                         | Категория                    | Год  | Итог      | Фильм                      |
| ------------------------------ | ---------------------------- | ---- | --------- | -------------------------- |
| «Оскар»                        | Лучший оригинальный сценарий | 1983 | Номинация | «Инопланетянин»            |
| «Золотой глобус»               | Лучший сценарий              | 1983 | Номинация | «Инопланетянин»            |
| BAFTA                          | Лучший сценарий              | 1983 | Номинация | «Инопланетянин»            |
| «Хьюго»                        | Лучшая постановка            | 1983 | Номинация | «Инопланетянин»            |
| Премия Гильдии сценаристов США | Лучшая оригинальная драма    | 1983 | Награда   | «Инопланетянин»            |
| LAFCA Awards                   | New Generation Award         | 1982 | Награда   | «Инопланетянин»            |
| «Сатурн»                       | Лучший сценарий              | 1983 | Награда   | «Инопланетянин»            |
| «Сатурн»                       | Лучший сценарий              | 2017 | Номинация | «Большой и добрый великан» |